# Choerades
Genre
Choerades est un genre d’insectes diptères brachycères de la famille des Asilidae, de la sous-famille des Laphriinae. Ce sont des prédateurs d'autres insectes, en particulier d'abeilles, de guêpes, de coléoptères.

## Description
Les adultes mesurent de 1 à 2 cm, leur corps est généralement noir, avec un abdomen strié de jaune et de noir. Les mâles peuvent être distingués de genres proches (comme Laphria) par l'étude des genitalia et aussi par l'aspect de leur pilosité.

## Distribution
Ils sont présents dans la plupart des pays d'Europe, dans le Paléarctique, le Proche-Orient et l'Amérique du Nord.

## Liste d'espèces
Selon BioLib (14 mars 2019) :
- Choerades amurensis (Hermann, 1914)
- Choerades antipai (Weinberg & Pârvu, 1999)
- Choerades asprospilos (Young & Hradský, 2007)
- Choerades bella (Loew, 1858)
- Choerades castellanii (Hradský, 1962)
- Choerades caucasicus (Richter & Mamaev, 1971)
- Choerades comptissima (Walker, 1857)
- Choerades conopoides (Oldroyd, 1972)
- Choerades dioctriaeformis (Meigen, 1820)
- Choerades femorata (Meigen, 1804)
- Choerades fimbriata (Meigen, 1820)
- Choerades fortunatus Baez & Weinberg, 1981
- Choerades fuliginosa (Panzer, 1798)
- Choerades fulva (Meigen, 1804)
- Choerades gilva (Linnaeus, 1758)
- Choerades hamardabanica (Lehr, 1991)
- Choerades ignea (Meigen, 1820)
- Choerades isshikii (Matsumura, 1916)
- Choerades kwadjoi (Tomasovic, 2007)
- Choerades lapponica (Zetterstedt, 1838)
- Choerades loewi (Lehr, 1992)
- Choerades marginata (Linnaeus, 1758)
- Choerades montanus (Lehr, 1977)
- Choerades mouchai Hradský, 1985
- Choerades multipunctata (Oldroyd, 1974)
- Choerades nigrescens (Ricardo, 1925)
- Choerades nigrovittatus (Matsumura, 1916)
- Choerades nikolaevi (Lehr, 1977)
- Choerades perrara (Lehr, 1991)
- Choerades potanini (Lehr, 1991)
- Choerades rufipes (Fallén, 1814)
- Choerades scelestus (Richter, 1974)
- Choerades steinbergi (Richter, 1964)
- Choerades taiga (Lehr, 1991)
- Choerades unifascia (Walker, 1857)
- Choerades ursula (Loew, 1851)
- Choerades venatrix (Loew, 1847)
- Choerades xanthothrix (Hermann, 1914)
- Choerades yaeyamana (Haupt & Azuma, 1998)

Selon Catalogue of Life (26 décembre 2021) :
- Choerades auricorpus (Hobby, 1948)
- Choerades ctenoventris (Oldroyd, 1970)
- Choerades fortipes (Walker, 1857)
- Choerades hera (Bromley, 1935)
- Choerades metalli (Walker, 1851)
- Choerades ricardoi (Bromley, 1935)
- Choerades rueppelii (Wiedemann, 1828)
- Choerades schoutedeni (Bromley, 1935)
- Choerades xuansonensis Tomasovic & Bartolozzi, 2018

Selon NCBI (26 décembre 2021) :
- Choerades bella
- Choerades femorata (Meigen, 1804)
- Choerades gilvus
- Choerades igneus
- Choerades  marginata